# 大西洋両岸系外惑星サーベイ
大西洋両岸系外惑星サーベイ（たいせいようりょうがんけいがいわくせいサーベイ、Trans-Atlantic Exoplanet Survey, TrES）とは、太陽系外惑星の観測を行う国際的な天文サーベイである。系外惑星が主星の手前を通過し恒星の光を遮る様子を観測する方法（トランジット法）で系外惑星の検出を行っている。

## 概要
TrES の観測網は小規模かつ低コストで、3台の望遠鏡がアメリカ・アリゾナ州のローウェル天文台、カリフォルニア州のパロマー天文台、スペイン領カナリア諸島に設置されている。CCDカメラを搭載した口径4インチ (10cm) のシュミット式望遠鏡を使用し、自動で観測ルーチンを実行している。計画の立案には、天体物理学センターのデイビッド・シャーボノー、アメリカ大気研究センターのティモシー・ブラウン、ローウェル天文台のエドワード・ダンハムが携わった。
TrES は2011年までに5つの惑星を発見している。一般的に系外惑星は主恒星の名前の後にアルファベットの小文字を付け足した名称で呼ばれるが、TrES が発表する論文ではこれに従わない命名法が使用されている。TrES-に始まる名称は、惑星であることを明示するために末尾に"b"が付け加えられることもあるが、"b"が添えられていない場合でも恒星ではなく惑星自体を指すことに注意が必要である。

### 地上観測
- XO望遠鏡
- HATネット
- スーパーWASP

### 宇宙望遠鏡
- COROT
- ケプラー